# Орлова Тетяна Володимирівна
Тетяна Володимирівна Орлова (нар. 1 липня 1957, Київ) — українська історикиня, фахівчиня в галузі всесвітньої історії, історії цивілізацій, публічної історії сучасної політичної історії країн світу, пострадянських країн, гендерних студій. Доктор історичних наук, професор кафедри історії світового українства Київського національного університету імені Тараса Шевченка.

## Біографія
У 1974 р. закінчила київську спеціалізовану англійську школу № 57 із золотою медаллю. В тому ж році вступила на перший курс історичного факультету Київського державного університету ім. Т. Г. Шевченка, який закінчила у червні 1979 р. (диплом з відзнакою і правом викладання англійською мовою).
У грудні 1979 р. була прийнята на перший курс аспірантури історичного факультету, в серпні 1982 р. почала працювати асистентом на тому ж факультеті. З 1988 р. на посаді доцента.
У 2010 р. захистила докторську дисертацію «Жінка в історії України: історіографія XX-початку XXI ст.»
Підготувала 42 нормативні та спеціальні курси, які в різні роки читала на всіх гуманітарних факультетах. Серед них: «Всесвітня історія», «Історія цивілізацій», «Мегатренди світового розвитку», «Історія України», «Сучасна політична історія зарубіжних країн», «Історія сучасного світу», «Історія нових незалежних держав», «Альтернативна історія», «Історія української і зарубіжної культури», «Культурологія», «Країнознавство», «Проблематика засобів масової інформації», «Гендерна історія», «Сучасна політична історія країн світу та Україна», «Новітня політична історія України і суміжних земель», «Україна в контексті світової історії», «Україна в контексті європейської історії», «Україна в європейському цивілізаційному вимірі», «Іслам і суспільство на Близькому та Середньому Сході», «Іслам в сучасному світі», «Усна історія: теорія і практика», «Вступ до публічної історії», «Публічний виступ і міжкультурна комунікація», «Історія України в художньому кінематографі», «Публічні інтелектуали Європи XX-ХХІ ст.», «Паблік рілейшнз у професійній діяльності історика», «Іміджелогія», «Етика ділового спілкування» та ін.

## Науковий доробок
Автор понад 370 наукових публікацій. Наукові інтереси лежать у площині всесвітньої історії, історії України, аналітичної історії.
Основні праці
- Історія сучасного світу [Текст]: навчальний посібник. — К.: Знання, 2006. — 551 с. (перевидання у 2007, 2008)
- Жінка в історії України (вітчизняна історіографія ХХ — початку XXI ст.) — К.: Логос, 2009. — 584 с.
- Історія нових незалежних держав. Postsovieticum. — К.: Знання, 2010. — 487 с.
- Всесвітня історія: Історія цивілізацій. — К.: Знання, 2012—446 с.
- Країнознавство Туреччини: історія і сучасність. — К.: Логос, 2012. — 179 с.
- Сучасна політична історія країн світу. — К.: Знання, 2013. — 677 с.; 2ге вид., доповнене і перероблене — К., 2017. — 944 с.
- Історія пострадянських країн. — К.: Знання, 2014. — 502 с.
- Росія: вчора, сьогодні, завтра? — К.: Логос, 2016. — 232 с.
- Україна в європейському цивілізаційному вимірі: Курс лекцій. — Ніжин: Видавець П. П. Лисенко, 2021. — 424 с.
- Міжкультурна комунікація в публічній історії: Навчальний посібник для студентів історичних факультетів закладів вищої освіти. — К.: Видавничий дім «АДЕФ — Україна», 2022. — 112 с.
- Історія України в художньому кінематографі. — Київ — Ніжин, Видавець П. П. Лисенко, 2024. — 302 с.

У 2014 р. професор Орлова Т. В. виступила організатором і науковим редактором фундаментальної праці «Історія в термінах і поняттях: довідник: навчальний посібник» (76,86 умов. друк. арк.), підготовленої до 180-річного ювілею Київського національного університету імені Тараса Шевченка колективом історичного факультету. Видання містить майже тисячу статей, які висвітлюють тенденції і явища політичної, економічної, соціальної, військової історії, історії міжнародних відносин, релігії, науки, культури, що мали і мають місце в усіх регіонах планети, а також основні визначення із сфери спеціальних історичних дисциплін.